# Commune de Tõstamaa
La commune de Tõstamaa (Tõstamaa vald) est une municipalité rurale estonienne de la région de Pärnu qui s’étend sur 261 km2. Sa population est de 1 381 habitants(01.01.2012). 

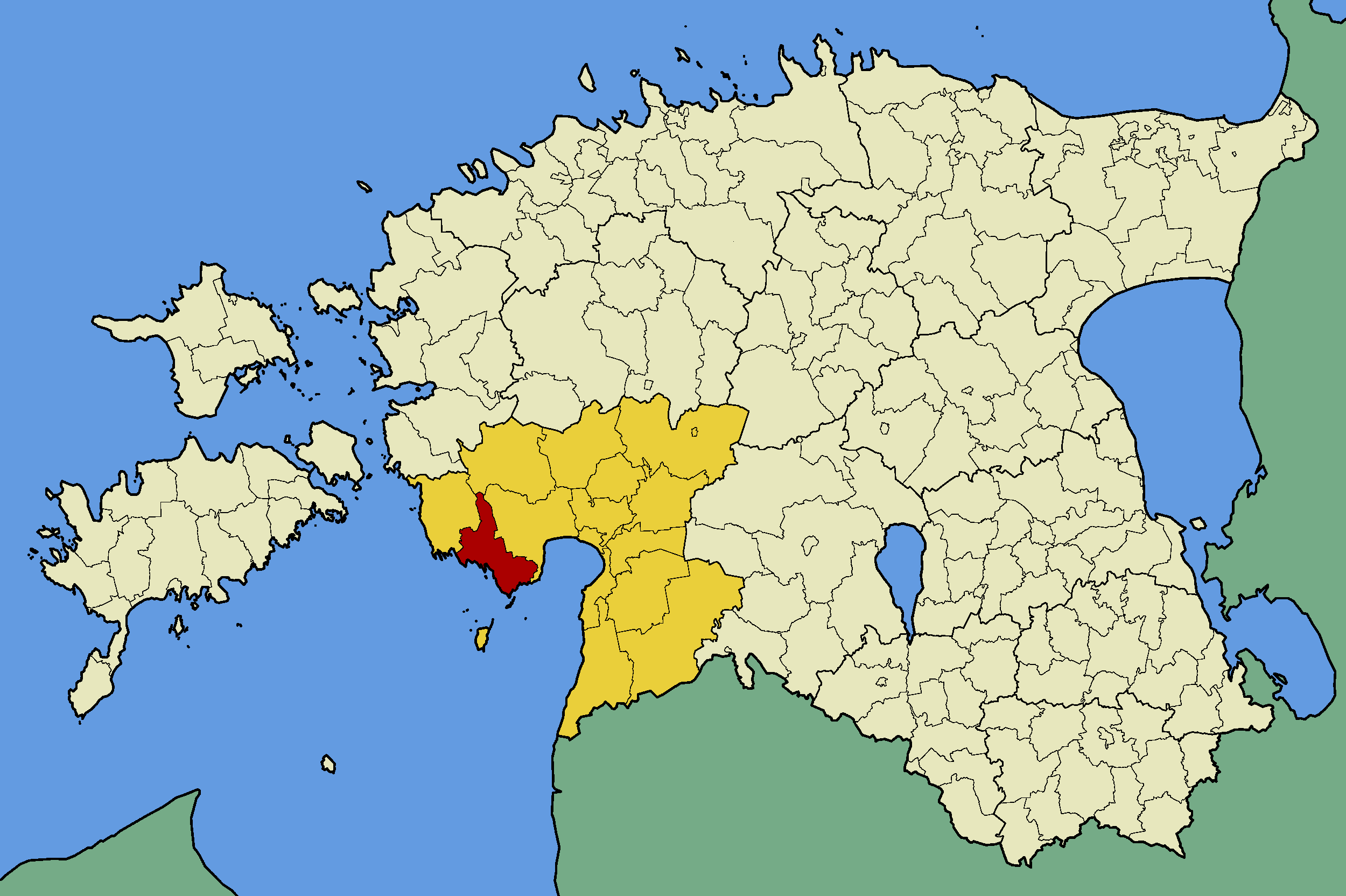
Commune de Are (en rouge) dans le Comté de Pärnu (en jaune).

## Municipalité
La commune comprend 1 bourg (alevik) et dix-neuf villages : 

### Bourg
Tõstamaa  qui est chef-lieu administratif.

### Villages
Alu, Ermistu, Kastna, Kavaru, Kiraste, Kõpu, Lao, Lõuka, Manija, Männikuste, Peerni, Pootsi, Päraküla, Rammuka, Ranniku, Seliste, Tõhela, Tõlli, Värati.

## Galerie

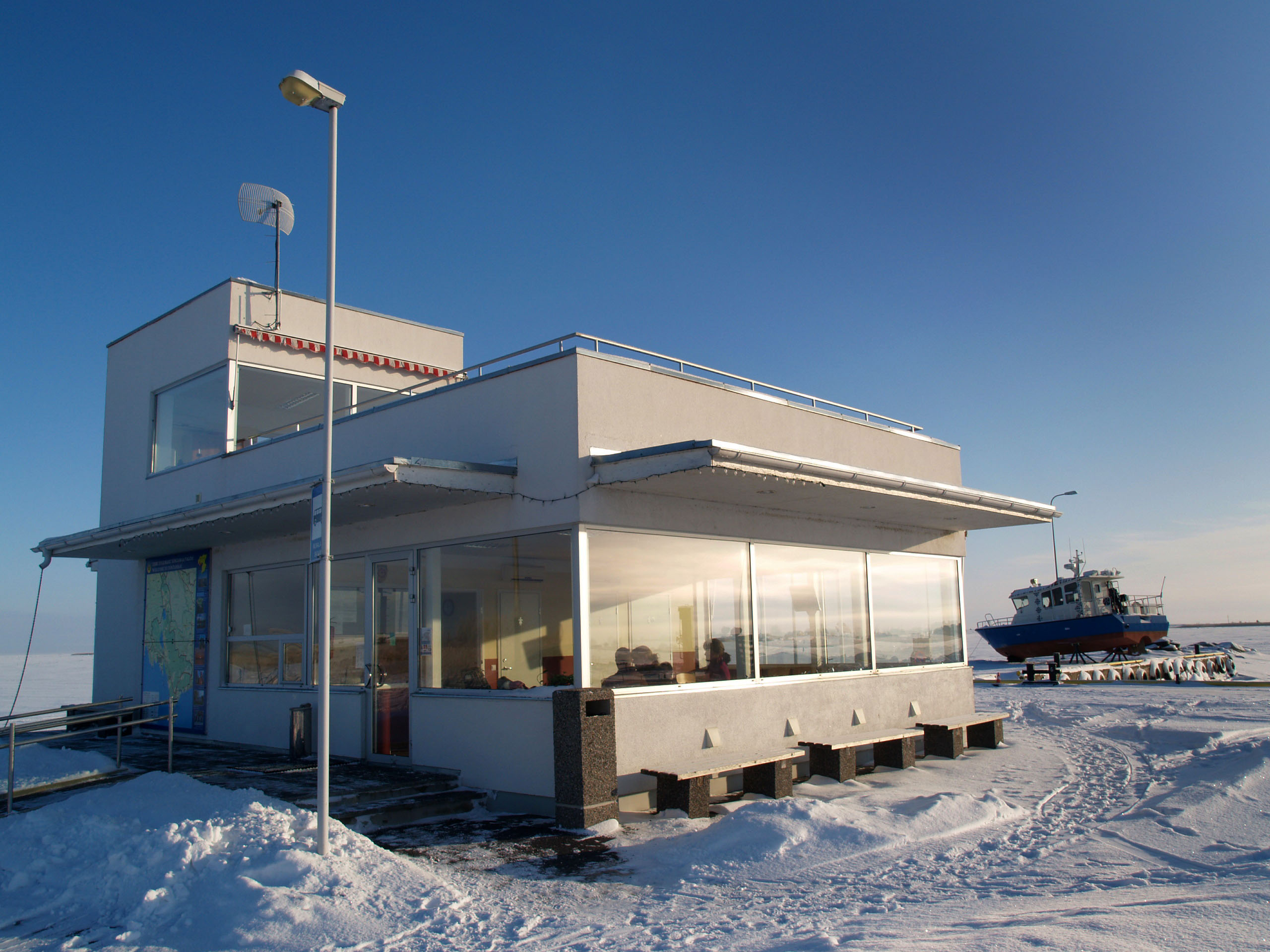
Le port de Munalaiu.
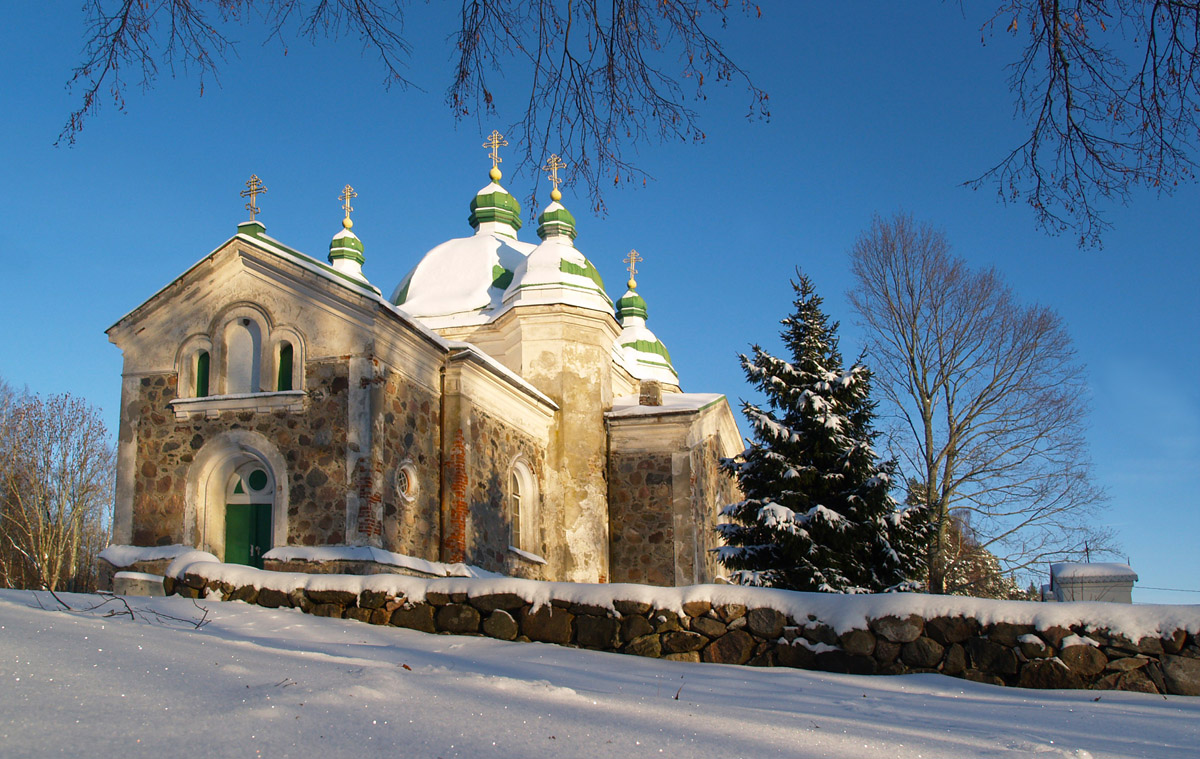
L'église de Kõpu.
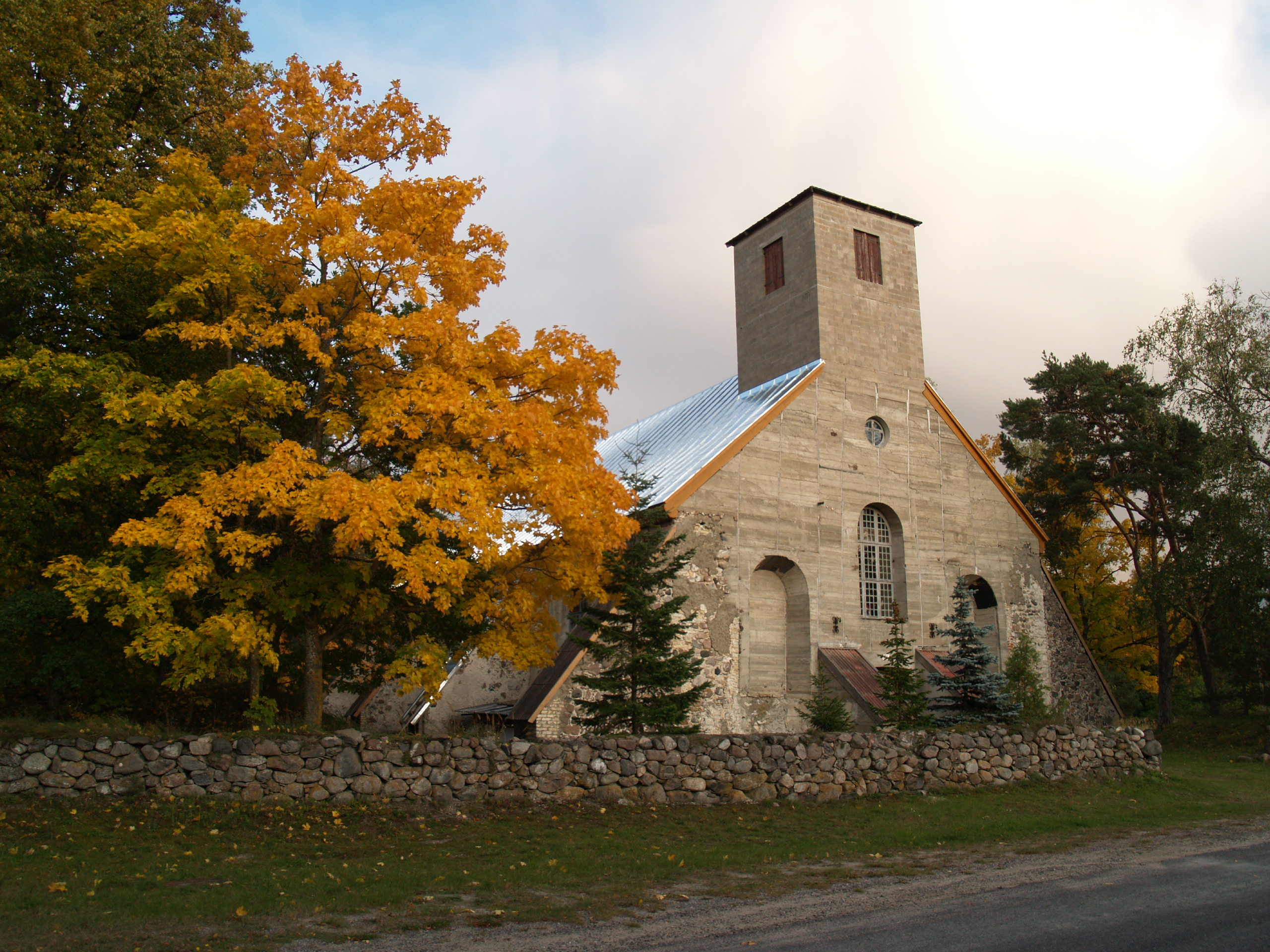
L'église de Tõstamaa.
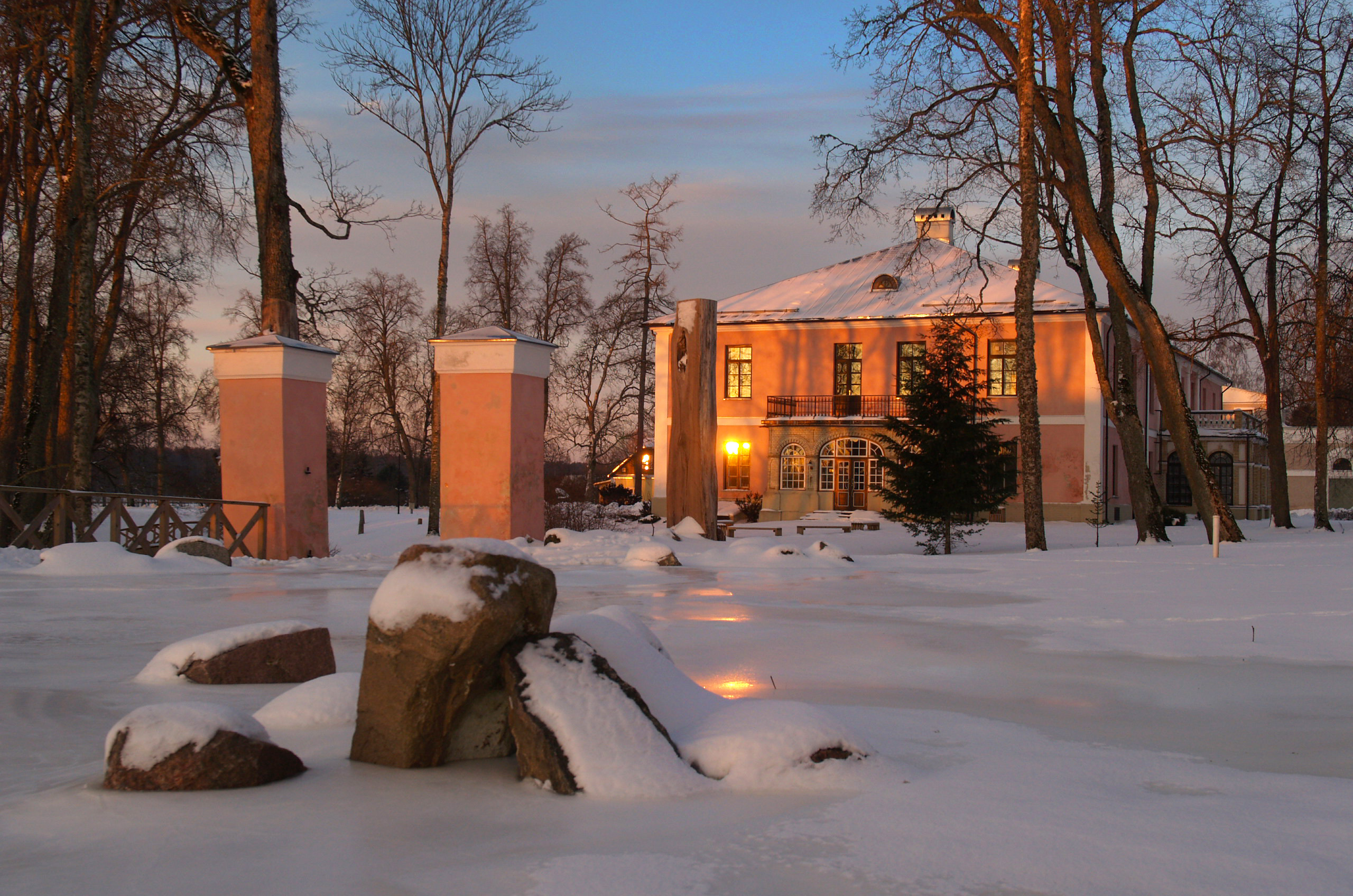
L'école de Tõstamaa.
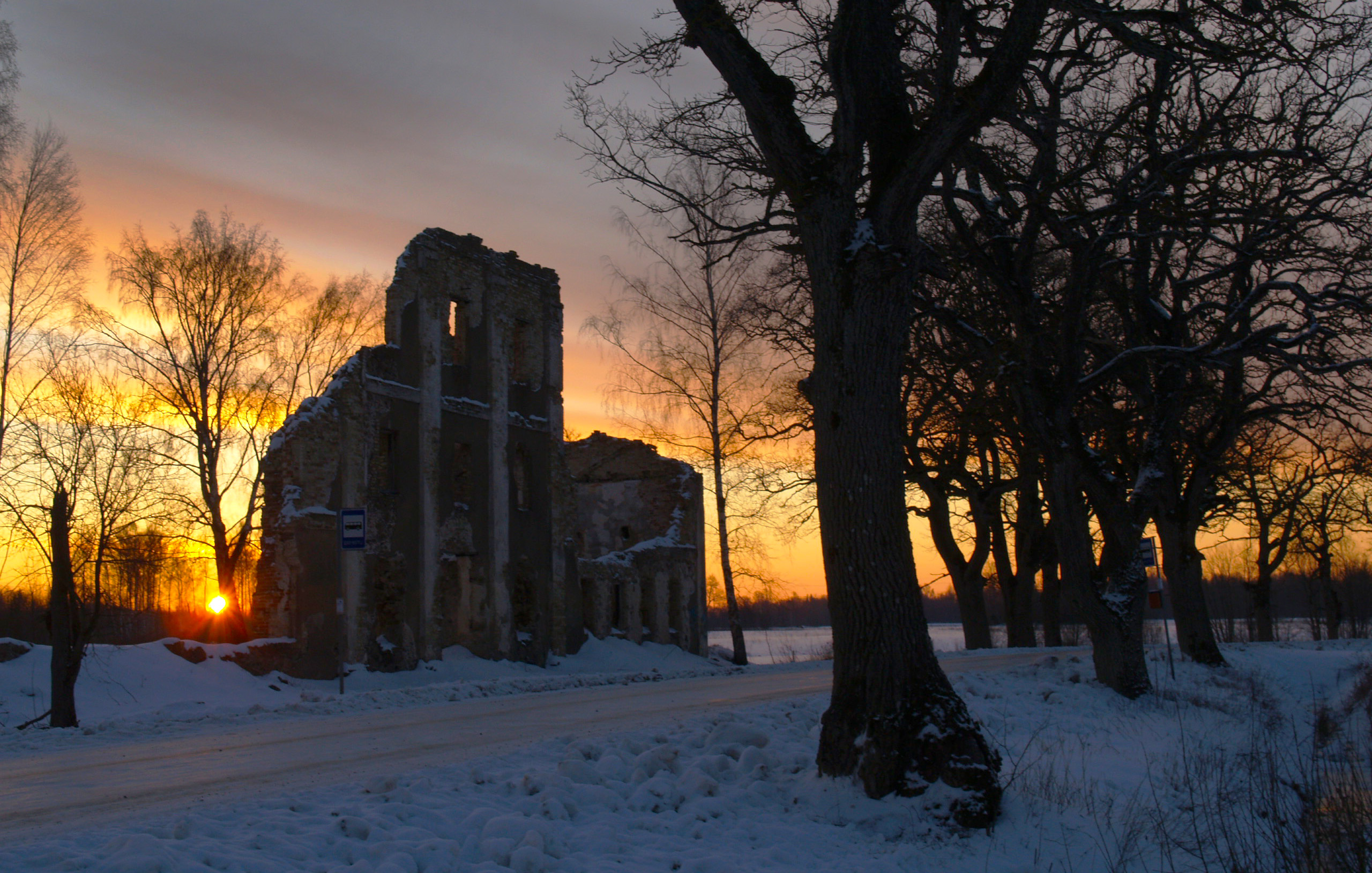
Le village de Ermistu.
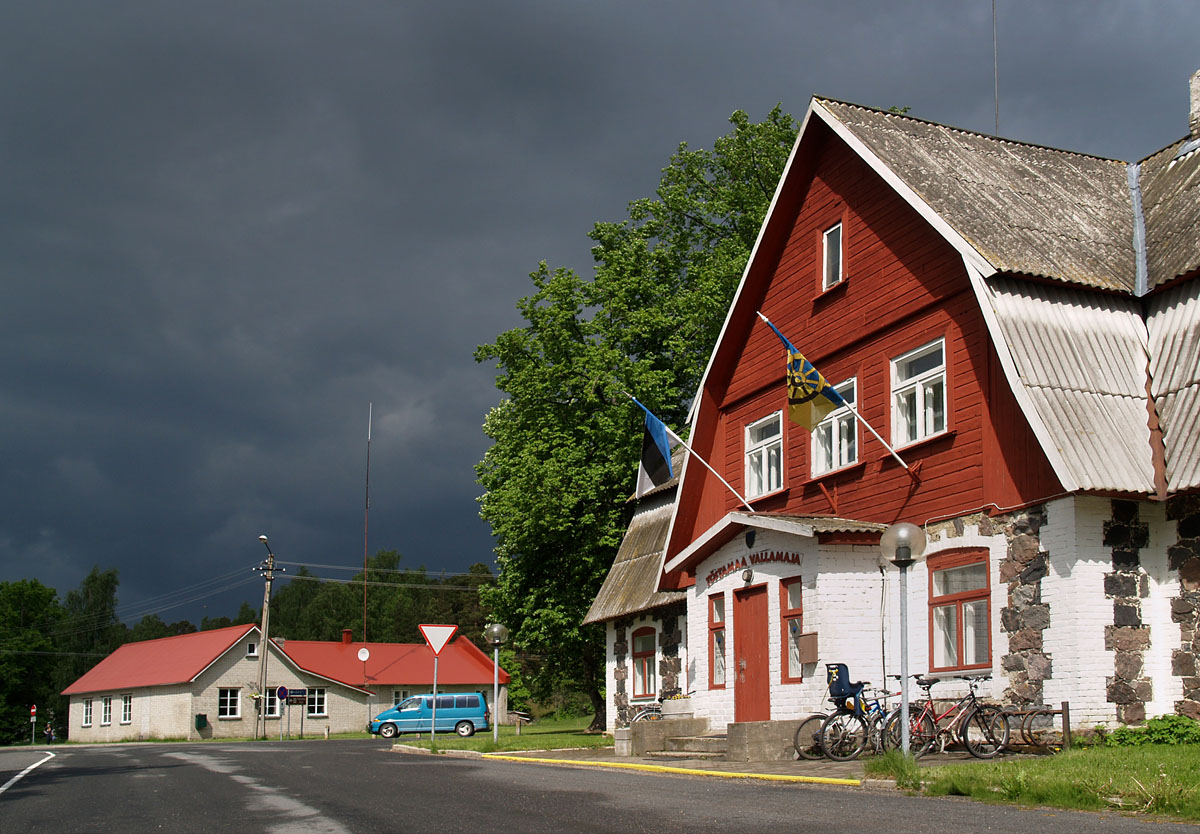
La mairie.